# Brunswick Junction
Brunswick Junction is een plaats in de regio South West in West-Australië. Het ligt 161 kilometer ten zuiden van Perth, 26 kilometer ten noordoosten van Bunbury en 21 kilometer ten zuidwesten van Harvey. In 2016 telde het 772 inwoners tegenover 797 in 2006.

## Geschiedenis
De rivier Brunswick werd door J.S.Roe ontdekt in 1830. Luitenant Preston en Dr. Alexander Collie verkenden de rivier en vonden de samenloop met de rivier Collie. Deze werd later The Junction genoemd. De rivier werd vermoedelijk naar de Duke of Brunswick vernoemd door James Stirling. De Duke of Brunswick werd door Stirling in 1813 naar Holland gevaren en ze brachten samen 5 dagen door op de HMS Brazen. De naam Brunswick River verscheen voor het eerst op een kaart gedrukt in Londen in 1839. Brunswick Junction werd naar de rivier vernoemd. De Aboriginesnaam is Mue-De-La.
In de jaren 1840 bouwde Marshall Waller Clifton de eerste boerderij in de regio rond Brunswick, Alverstoke. Het kavel werd Clifton toegewezen onder het Australindprogramma. De kavel is nog steeds in handen van de familie maar is sinds 1992 geen werkende boerderij meer.
Op 2 maart 1845 werd de eerste brug over de Brunswick, gebouwd door William Forrest, door M.W. Clifton geopend. Ze lag nabij Australind. Kolonisten die toekwamen in Australind konden nu makkelijker de zanderige grond daar achter zich laten en zich in het meer vruchtbare gebied rond Brunswick vestigen. In 1870 werd een schooltje gebouwd waar ook misvieringen plaatsvonden.
In 1893 opende de South Western Railway tussen Perth en Bunbury. In hetzelfde jaar werden ook de Brunswick Railway Bridge en de Brunswick Siding in gebruik genomen. In 1898 werd de spoorweg tussen Brunswick en de kolenvelden rond het latere Collie geopend. Brunswick kreeg een spoorwegvertakking en werd officieel Brunswick Junction. Er werd ten zuiden van de rivier een spoorwegstation gebouwd. Nadat een draaitafel voor de stoomlocomotieven en watertanks werden gebouwd, werd Brunswick Junction een druk en bedrijvig centrum. Het historische spoorwegstation werd in 1982 afgebroken.
Op 5 april 1893 werd de Brunswick Farmer's Association opgericht en in 1894 werd een Agricultural Hall werd opgetrokken. Het postkantoor van Brunswick werd in 1894 gebouwd. In 1898 woonden er 38 mannen en 30 vrouwen in Brunswick Junction.
In de 20e eeuw werd Brunswick Junction het centrum van een zuivelindustrie. De streek wordt “Cream of the South West” genoemd. Een standbeeld van een Holstein-Friesian-koe werd op 11 juli 1973 in het centrum van het plaatsje onthuld.

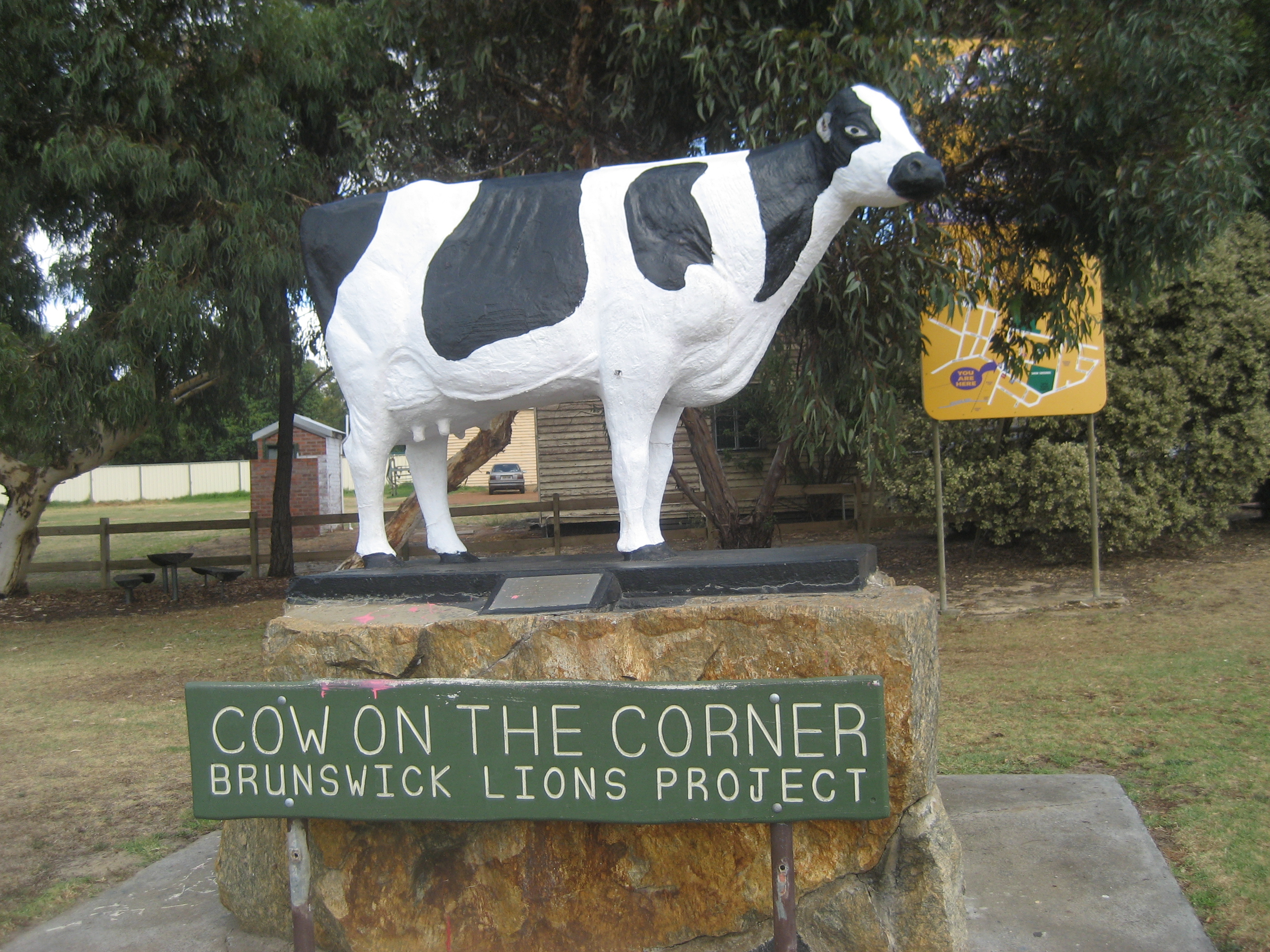
Cow on the Corner

Acton Park · Alexandra Bridge · Allanson · Augusta · Balingup · Benger · Binningup · Boyanup · Boyup Brook · Bramley · Bridgetown · Brookhampton · Brunswick Junction · Bunbury · Burekup· Busselton · Capel · Carbunup River · Chowerup · Collie · Cookernup · Cowaramup · Cundinup · Dardanup · Deanmill · Dingup · Dinninup · Donnelly River · Donnybrook · Dunsborough · Elgin · Ferguson · Forest Grove · Forrest Beach · Gnarabup · Gracetown · Greenbushes · Harvey · Hester · Jardee · Jarrahwood · Karridale · Kirup · Kudardup · Kulikup · Ludlow · Manjimup · Margaret River · Mayanup · Metricup · Mullalyup · Myalup · Nannup · Northcliffe · Nyamup · Pemberton · Peppermint Grove Beach · Prevelly · Quindalup · Quinninup · Roelands · Rosa Brook · Shotts · Stratham · Uduc · Vasse · Walpole · Waterloo · Wilga · Windy Harbour · Witchcliffe · Wilyabrup · Wokalup · Wonnerup · Worsley · Yallingup · Yalup Brook · Yarloop · Yoongarillup · Yornup